# Julius Dorpmüller
Julius Heinrich Dorpmüller (24. juli 1869 – 5. juli 1945) var generaldirektør for Deutsche Reichsbahn.
Dorpmüller var søn af en jernbaneingeniør, og selv studerede han jernbane- og vejanlæg fra 1889 til 1893. Efter sin eksamen i 1898 blev han ansat ved de Preussiske statsbaner. I årene 1. Verdenskrig samlede han international erfaring i Kina. I 1920 overførtes han til Deutsche Reichsbahn og i 1925 blev Dorpmüller stedfortræder for generaldirektør Rudolf Oeser, som han efterfulgte ved dennes død i 1926. Han bestred opgaven som generaldirektør frem til sin død i 1945 og var desuden fra 1937 også rigstrafikminister.
Dorpmüller døde den 5. juli 1945 og blev begravet i Malente.